# Mistrzostwa Polski w Szachach 1988
Mistrzostwa Polski w Szachach 1988 – turnieje szachowe, rozegrane w 1988 r. w Lublinie (mężczyźni), Bielsku-Białej (kobiety) i Słupsku (dogrywka mężczyzn), mające na celu wyłonienie 45. mistrza Polski mężczyzn oraz 40. mistrzynię Polski kobiet. Oba turnieje rozegrano systemem kołowym z udziałem 16 zawodników i 16 zawodniczek.
Złote medale zdobyli: Włodzimierz Schmidt (5. raz w karierze) i Grażyna Szmacińska (6. raz w karierze).

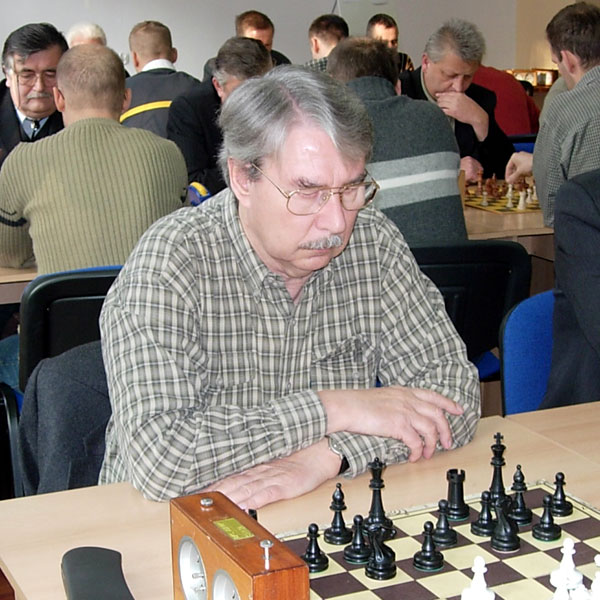
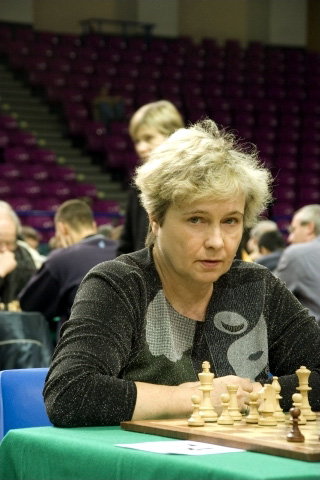

## Wyniki 45. Mistrzostw Polski Mężczyzn
Lublin, 27 lutego – 14 marca 1988
| Miejsce | Zawodnicy             | Ranking | 1 | 2 | 3 | 4 | 5 | 6 | 7 | 8 | 9 | 10 | 11 | 12 | 13 | 14 | 15 | 16 | Razem | Berger |
| ------- | --------------------- | ------- | - | - | - | - | - | - | - | - | - | -- | -- | -- | -- | -- | -- | -- | ----- | ------ |
| 1 – 4   | Włodzimierz Schmidt   | 2440    |   | 1 | ½ | ½ | 1 | ½ | ½ | ½ | ½ | 1  | 1  | ½  | ½  | 1  | ½  | ½  | 10    | 74,25  |
| 1 – 4   | Robert Kuczyński      | 2485    | 0 |   | ½ | 1 | ½ | ½ | ½ | ½ | 1 | ½  | 1  | 1  | 1  | ½  | 1  | ½  | 10    | 70,50  |
| 1 – 4   | Aleksander Sznapik    | 2480    | ½ | ½ |   | ½ | 0 | 0 | 1 | 1 | 1 | 1  | 1  | 1  | 1  | ½  | ½  | ½  | 10    | 70,50  |
| 1 – 4   | Marek Hawełko         | 2385    | ½ | 0 | ½ |   | ½ | 1 | ½ | ½ | ½ | 1  | ½  | ½  | 1  | 1  | 1  | 1  | 10    | 67,50  |
| 5       | Paweł Stempin         | 2450    | 0 | ½ | 1 | ½ |   | ½ | 1 | 0 | 0 | ½  | 1  | ½  | ½  | 1  | 1  | 1  | 9     |        |
| 6       | Franciszek Borkowski  | 2415    | ½ | ½ | 1 | 0 | ½ |   | 0 | 1 | 0 | ½  | 0  | 1  | 1  | 1  | ½  | 1  | 8½    |        |
| 7       | Jerzy Bany            | 2450    | ½ | ½ | 0 | ½ | 0 | 1 |   | ½ | ½ | ½  | ½  | 0  | 1  | ½  | 1  | 1  | 8     |        |
| 8       | Marek Matlak          | 2410    | ½ | ½ | 0 | ½ | 1 | 0 | ½ |   | 1 | ½  | 0  | 0  | ½  | 1  | 1  | ½  | 7½    |        |
| 9       | Krzysztof Pańczyk     | 2435    | ½ | 0 | 0 | ½ | 1 | 1 | ½ | 0 |   | ½  | 1  | ½  | ½  | ½  | 0  | ½  | 7     | 52,50  |
| 10      | Aleksander Czerwoński | 2335    | 0 | ½ | 0 | 0 | ½ | ½ | ½ | ½ | ½ |    | ½  | ½  | ½  | 1  | 1  | ½  | 7     | 46,75  |
| 11      | Zbigniew Jaśnikowski  | 2445    | 0 | 0 | 0 | ½ | 0 | 1 | ½ | 1 | 0 | ½  |    | ½  | ½  | ½  | 1  | 1  | 7     | 45,75  |
| 12      | Piotr Staniszewski    | 2440    | ½ | 0 | 0 | ½ | ½ | 0 | 1 | 1 | ½ | ½  | ½  |    | ½  | ½  | 0  | ½  | 6½    |        |
| 13      | Adam Kujawski         | 2345    | ½ | 0 | 0 | 0 | ½ | 0 | 0 | ½ | ½ | ½  | ½  | ½  |    | ½  | ½  | 1  | 5½    | 35,75  |
| 14      | Roman Tomaszewski     | 2370    | 0 | ½ | ½ | 0 | 0 | 0 | ½ | 0 | ½ | 0  | ½  | ½  | ½  |    | 1  | 1  | 5½    | 35,50  |
| 15      | Dariusz Szopka        | 2295    | ½ | 0 | ½ | 0 | 0 | ½ | 0 | 0 | 1 | 0  | 0  | 1  | ½  | 0  |    | 1  | 5     |        |
| 16      | Marian Twardoń        | 2350    | ½ | ½ | ½ | 0 | 0 | 0 | 0 | ½ | ½ | ½  | 0  | ½  | 0  | 0  | 0  |    | 3½    |        |

### Dogrywka
Słupsk, 14 – 19 maja 1988, system dwukołowy
| Miejsce | Zawodnicy           | Ranking | 1   | 2   | 3   | 4   | Razem |
| ------- | ------------------- | ------- | --- | --- | --- | --- | ----- |
| złoto   | Włodzimierz Schmidt | 2440    |     | ½ ½ | 0 1 | 1 1 | 4     |
| srebro  | Robert Kuczyński    | 2485    | ½ ½ |     | ½ ½ | 1 1 | 4     |
| brąz    | Aleksander Sznapik  | 2480    | 1 0 | ½ ½ |     | 0 ½ | 2½    |
| 4       | Marek Hawełko       | 2385    | 0 0 | 0 0 | 1 ½ |     | 1½    |

## Wyniki 40. Mistrzostw Polski Kobiet
Bielsko-Biała, 7 – 23 marca 1988
| Miejsce | Zawodniczki              | Ranking | 1 | 2 | 3 | 4 | 5 | 6 | 7 | 8 | 9 | 10 | 11 | 12 | 13 | 14 | 15 | 16 | Razem | Berger |
| ------- | ------------------------ | ------- | - | - | - | - | - | - | - | - | - | -- | -- | -- | -- | -- | -- | -- | ----- | ------ |
| złoto   | Grażyna Szmacińska       | 2250    |   | ½ | 0 | 0 | 1 | 1 | 1 | ½ | 1 | ½  | 1  | 1  | ½  | ½  | ½  | 1  | 10    |        |
| srebro  | Małgorzata Wiese         | 2255    | ½ |   | ½ | ½ | 1 | ½ | 1 | ½ | 1 | ½  | 1  | ½  | ½  | ½  | ½  | ½  | 9½    | 70,50  |
| brąz    | Bożena Sikora-Giżyńska   | 2195    | 1 | ½ |   | ½ | 1 | ½ | 0 | ½ | ½ | 1  | ½  | ½  | 1  | ½  | 1  | ½  | 9½    | 69,75  |
| 4       | Barbara Kaczorowska      | 2145    | 1 | ½ | ½ |   | 0 | ½ | 1 | ½ | ½ | ½  | ½  | 0  | ½  | 1  | 1  | 1  | 9     |        |
| 5       | Elżbieta Sosnowska       | 2185    | 0 | 0 | 0 | 1 |   | 1 | ½ | ½ | ½ | 1  | 0  | 1  | 1  | ½  | ½  | 1  | 8½    | 59,25  |
| 6       | Iwona Świecik            | 2215    | 0 | ½ | ½ | ½ | 0 |   | ½ | 1 | ½ | ½  | 0  | 1  | 1  | 1  | ½  | 1  | 8½    | 58,75  |
| 7       | Anna Lissowska           | 2135    | 0 | 0 | 1 | 0 | ½ | ½ |   | 0 | ½ | ½  | 1  | ½  | 1  | ½  | 1  | 1  | 8     |        |
| 8       | Agnieszka Fornal         | 2115    | ½ | ½ | ½ | ½ | ½ | 0 | 1 |   | ½ | 0  | 1  | 1  | ½  | ½  | 0  | ½  | 7½    | 56,50  |
| 9       | Hanna Ereńska-Radzewska  | 2275    | 0 | 0 | ½ | ½ | ½ | ½ | ½ | ½ |   | 1  | ½  | ½  | ½  | ½  | 1  | ½  | 7½    | 52,50  |
| 10      | Liliana Leszner          | 2160    | ½ | ½ | 0 | ½ | 0 | ½ | ½ | 1 | 0 |    | 1  | 0  | 1  | 0  | 1  | 1  | 7½    | 52,00  |
| 11      | Ewa Kaczmarek            | 2205    | 0 | 0 | ½ | ½ | 1 | 1 | 0 | 0 | ½ | 0  |    | 1  | ½  | ½  | ½  | ½  | 6½    | 47,25  |
| 12      | Hanna Zboroń             | 2075    | 0 | ½ | ½ | 1 | 0 | 0 | ½ | 0 | ½ | 1  | 0  |    | 0  | 1  | 1  | ½  | 6½    | 46,50  |
| 13      | Krystyna Dąbrowska       | –       | ½ | ½ | 0 | ½ | 0 | 0 | 0 | ½ | ½ | 0  | ½  | 1  |    | 1  | 1  | ½  | 6½    | 44,25  |
| 14      | Edyta Brustman-Gawarecka | 2045    | ½ | ½ | ½ | 0 | ½ | 0 | ½ | ½ | ½ | 1  | ½  | 0  | 0  |    | ½  | ½  | 6     |        |
| 15      | Czesława Grochot         | 2090    | ½ | ½ | 0 | 0 | ½ | ½ | 0 | 1 | 0 | 0  | ½  | 0  | 0  | ½  |    | ½  | 4½    | 34,25  |
| 16      | Joanna Jagodzińska       | 2190    | 0 | ½ | ½ | 0 | 0 | 0 | 0 | ½ | ½ | 0  | ½  | ½  | ½  | ½  | ½  |    | 4½    | 32,00  |